# Lake Winola
 (août 2025).
Lake Winola est une census-designated place située dans le comté de Wyoming, dans l’État de Pennsylvanie, aux États-Unis. Lors du recensement de 2020, elle compte 597 habitants.